# Elefènor
Elefènor (en grec antic Ἐλεφήνωρ) va ser, segons la mitologia grega, un rei d'Eubea, fill de Calcodont i net d'Abant, a qui havia succeït en el tron d'Eubea.
Un dia va veure que un criat maltractava el seu avi i va anar corrents a ajudar-lo. Al voler castigar el servent amb el seu bastó, accidentalment va colpejar Abant que morí a l'acte. Per aquest homicidi involuntari va ser desterrat de l'illa. Elefènor era un dels pretendents d'Helena, i com a tal va prendre part a la guerra de Troia. Segons el Catàleg de les naus, va participar amb quaranta naus al front dels abants, un poble d'Eubea. Per reunir la seva gent, ja que no podia posar els peus a l'illa per haver mort el seu avi, Elefènor va pujar dalt d'una roca a poca distància de la costa. Durant la guerra de Troia van ser companys seus els dos fills de Teseu, Acamant i Demofont. Homer explica que Elefènor va morir davant de Troia a mans d'Agènor, però hi altres versions que diuen que va sobreviure a la guerra i es va establir a l'illa d'Otronos, prop de Sicília, d'on va haver de marxar per culpa d'una serp. Es traslladà a l'Epir, a la regió d'Abància (o Amància). La tradició que el fa morir davant de les muralles de Troia, diu que els seus companys d'Eubea es van instal·lar després de la guerra a l'Adriàtic, a l'Epir, on van fundar la ciutat d'Apol·lònia.